# ووآرا
ووآرا (به اسپانیایی: Huara) یک شهرستان در شیلی است که در تاماروگال واقع شده‌است. ووآرا ۱۰٬۴۷۴٫۶ کیلومتر مربع مساحت و ۲٬۱۲۹ نفر جمعیت دارد.